# Francesco dai Libri
Francesco dai Libri (Verona, 1450 – Verona, 1503-1506) è stato un miniatore italiano.

## Biografia
Francesco dai Libri nacque a Verona attorno al 1450 da Caterina de' Matregiani di Erbé e Stefano, miniatore veronese e primo rappresentante della famiglia dai Libri a noi noto. Il cognome richiama certamente ad una professoione inerente alla composizione o alla decorazione di manoscritti.
Francesco nacque in contrada San Paolo, dove si era trasferito il padre e, secondo alcuni biografi, condusse una vita piuttosto serena. Lo stesso Vasari, nelle sue Vite, parla di Francesco appuntando qualche dato biografico, qualche lode al carattere mite e rendendo onore alla sua attività di miniaturista. Anche secondo Vasari, il lavoro di Francesco era molto apprezzato e gli erano state commissionate numerose opere. Di tutta la sua produzione rimane oggi poco di autentico e riconosciuto visto anche che fu confuso per secoli con suo figlio Girolamo.
Intorno agli anni 1470 si sposò con Granata, dalla quale ebbe tra i sei e i sette figli, tra cui Girolamo e Callisto, entrambi pittori.
Si spense tra il 1503 e il 1506 nella contrada di San Nazzaro, dove si era trasferito.